# Castianeira flavimaculata
Castianeira flavimaculata là một loài nhện trong họ Corinnidae.
Loài này thuộc chi Castianeira. Castianeira flavimaculata được miêu tả năm 1985 bởi Hu, Da-xiang Song & Zheng.